# Pesa 214M
Pesa 214M – rodzina normalnotorowych wagonów spalinowych produkowanych przez Pesę Bydgoszcz w latach 2001–2016, przeznaczonych do komunikacji regionalnej na liniach niezelektryfikowanych. Do rodziny należą: 214M (SA106), 214Ma (SA103), 214Mb (SA135). Wyprodukowano 56 egzemplarzy, które są eksploatowane przez Arrivę (13 sztuk), Koleje Dolnośląskie (10 sztuk), Koleje Mazowieckie (7 sztuk) i Polregio (26 sztuk).

## Historia

### Stan polskiej kolei po 1990
Do połowy lat 90. w posiadaniu PKP było 6 autobusów szynowych wyprodukowanych przez Kolzam w Raciborzu (SN81 i SA104) i 6 przez ZNTK Poznań (SA101 i SA102).
W latach 90. PKP planowało kilka zakupów taboru – 16 składów Pendolino, 50 lokomotyw elektrycznych i kilkuset autobusów szynowych do obsługi lokalnych połączeń. Żaden z tych zakupów nie został zrealizowany. W związku z planami odnośnie do szynobusów Kolzam oraz ZNTK Poznań, jedyni ówcześni producenci autobusów szynowych w Polsce, poczynili nawet pewne przygotowania. Kolzam np. opracował konstrukcję trójczłonowego autobusu szynowego bazującego na SA104, który jednak nigdy nie wszedł do eksploatacji.
Uchwalenie w 2000 ustawy o restrukturyzacji PKP zmieniło sposób finansowania przewozów regionalnych, tworząc PKP Przewozy Regionalne oraz obligując samorządy do przeznaczenia części środków na zakup taboru.

### Geneza
Wobec istniejącej sytuacji taborowej polskich kolei, przekształcające się ZNTK w Bydgoszczy chciały się rozwinąć w kierunku budowy nowego taboru szynowego i zdecydowały o wyprodukowaniu spalinowego wagonu silnikowego ze środków własnych.
W 2000 ZNTK Bydgoszcz zaproponowały opracowanie kompleksowego projektu nowego pojazdu nieformalnej grupie projektowej D7, która w poprzednich latach wykonała kilka projektów wzorniczych elementów wyposażenia dla ZNTK. Projektanci przyjęli zlecenie i w styczniu 2001 rozpoczęli właściwe prace. Głównymi projektantami byli: Marek Adamczewski, Bogumiła Jóźwicka, Jarosław Szymański i Marek Średniawa, a współpracowali z nimi: Magdalena Berlińska, Rafał Dętkoś, Paweł Gełesz, Adam Szczepocki, Michał Mirski, Tomasz Kwiatkowski i Piotr Mikołajczak. W styczniu rozpoczęto również budowę wagonu, a że prototyp pojazdu chciano zaprezentować 9 miesięcy później na targach Trako, to wagon projektowano i produkowano jednocześnie. W pierwszej kolejności, na podstawie konkurencyjnych rozwiązań, wymogów potencjalnych użytkowników i możliwości wykonawczych, opracowano bryłę zewnętrzną. Następnie zaprojektowano układ wnętrza, a potem wybudowano również makietę kabiny w skali 1:1 i przeprowadzono w niej badania ergonomii, w których udział wzięło także Studio 1:1.
Prototypowy egzemplarz spalinowego wagonu silnikowego, który oferowano pod nazwą handlową Partner, został zgodnie z wcześniejszymi planami zaprezentowany w połowie października 2001 na targach Trako w Gdańsku-Oliwie już przez Pesę Bydgoszcz. Po tej imprezie w różnych miastach Polski zorganizowano pokazy promocyjne, mające na celu zainteresowanie samorządów nową propozycją dla kolei regionalnych. Od 10 do 12 maja 2002 miały miejsce jazdy próbne prowadzone przez Centrum Naukowo-Techniczne Kolejnictwa.
Do tego czasu w Polsce było już dwóch innych producentów wagonów spalinowych (ZNTK Poznań i Kolzam Racibórz), oferujących jednak tylko lekkie wersje, znane jako autobusy szynowe. Przez kolejne 10 lat to Pesa zebrała najwięcej zamówień i stała się liderem krajowego rynku wagonów spalinowych.

### Pojazdy pokrewne
- Podstawą opracowania konstrukcji pojazdu typu 214M był wagon bezprzedziałowy typu 120A[17], do budowy pierwszego egzemplarza (SA106-001) wykorzystano wiele części z jednego z istniejących wagonów tego typu[18].
- Wagon typu 214M był bezpośrednim punktem wyjścia do produkcji pojazdów dwuczłonowych typu 218M oraz wagonów szerokotorowych typu 610M i 620M.

### Serie SA106, SA103 i SA135
Pojazdy rodziny 214M przy przyznawaniu serii PKP zakwalifikowano jako autobusy szynowe, pomimo iż wcześniej pojazdy o podobnej charakterystyce kwalifikowano jako wagony spalinowe.
Pojazdom z bazowego typu 214M przydzielono serię SA106, pomimo iż nie istniał ani jeden pojazd serii SA103. W kolejnych latach zajęte zostały serie od SA107 do SA110 co wyczerpało pulę przewidzianą w systemie oznaczeń wagonów spalinowych dla autobusów szynowych. Po wyprodukowaniu podtypu 214Ma zdecydowano się przydzielić mu niewykorzystaną wcześniej serię SA103. Późniejsze pojazdy spalinowe Pesy (rodzina Pesa 218M) otrzymywały numery od SA131 do SA134, tj. od najniższej liczby która nie była przewidziana w normie. Podtyp 214Mb dostał oznaczenie SA135.

## Konstrukcja

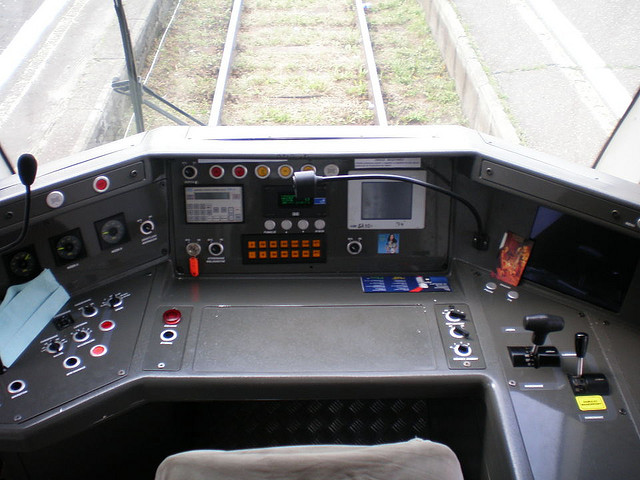
Kabina maszynisty w SA103-006

Spalinowe wagony silnikowe rodziny 214M to jednoprzestrzenne pojazdy napędzane silnikami Diesla. Przy ich konstruowaniu wykorzystano niektóre rozwiązania z wagonów typu 120A. Długość wagonu wynosi 24,5 m, szerokość 2,89 m, a wysokość 4,135 m lub 4,084 m (wersja KM). Masa służbowa wagonów zawiera się w przedziale 52 – 62 t. Najlżejszy był wagon wyprodukowany jako pierwszy – waży 52 t, według pierwotnych założeń projektowych właśnie taka miała być masa wagonów 214Mx.

### Napęd
Pojazdy rodziny 214M posiadają po jednym silniku spalinowym połączonym z turboprzekładnią. Zespół napędowy połączony jest wałem napędowym z przekładnią osiową pośrednią na pierwszym zestawie kołowym wózka napędowego. Dalej, za pomocą kolejnego wału, moc z przekładni osiowej pośredniej przenoszona jest do przekładni osiowej końcowej na drugim zestawie kołowym wózka napędowego.
Możliwa jest trakcja wielokrotna do 3 pojazdów, także z pojazdami rodziny 218M. W 214Mx montowano po jednym silniku mocy 350-390 kW, bądź 500 kW Pojazdy serii SA106 ze względu na dużą moc silnika (500 kW) mogą ciągnąć dodatkowy wagon, np. zaprojektowany do tego celu Pesa 401M (SA123), lecz nie są w stanie zapewnić mu ogrzewania wnętrza. Pojazdy ze słabszymi jednostkami napędowymi są bardziej ekonomiczne, lecz słabiej radzą sobie na szlakach o dużym nachyleniu. Producent zapewnia, że jego pojazd jest wygodny w prowadzeniu (ergonomiczna kabina maszynisty, tempomat). 214M wyposażony jest w system kontroli i diagnostyki pojazdu.
Pierwszy 214Mx (SA106-001) otrzymał silnik produkcji MAN, kolejne SA106 otrzymały silniki Iveco, a SA103 i SA135 silniki produkcji MTU. W pojazdach SA106 zamontowano przekładnię hydrauliczną produkcji Voith, a w SA103 i SA135 hydromechaniczną produkcji ZF.

### Wózki i zawieszenie
Każdy z 214Mx porusza się na dwóch dwuosiowych wózkach – napędowym: JBg 3964 i tocznym: JBg 3965. Rozstaw czopów skrętu wynosi 17,2 m.
Zawieszenie pojazdów posiada dwa stopnie usprężynowania. Pierwszym są elementy metalowo-gumowe, natomiast drugim sprężyny pneumatyczne, za pomocą których pudło jest przymocowane do wózków.

### Nadwozie
214Mx były produkowane z czterema stylizacjami nadwozia. Oryginalny wygląd ma 10 pierwszych egzemplarzy. W 214Ma (SA103), a później w 214M (SA106) od numeru 011 wzwyż wprowadzono m.in. inny wygląd czoła pojazdu. Kolejna zmiana wyglądu miała miejsce wraz z wprowadzeniem do produkcji 214Mb (SA135). Jeszcze inny wygląd zewnętrzny mają natomiast pojazdy sygnowane przez ZNTK „Mińsk Mazowiecki” (SA135-004 ÷ 014). Szkielet pojazdów z rodziny 214M jest stalowy spawany, a poszycie aluminiowe, klejone do konstrukcji. Wytrzymałość konstrukcji jest zgodna z normą PN-EN 12663 (kat. PIII). Zastosowano drzwi odskokowo-przesuwne.

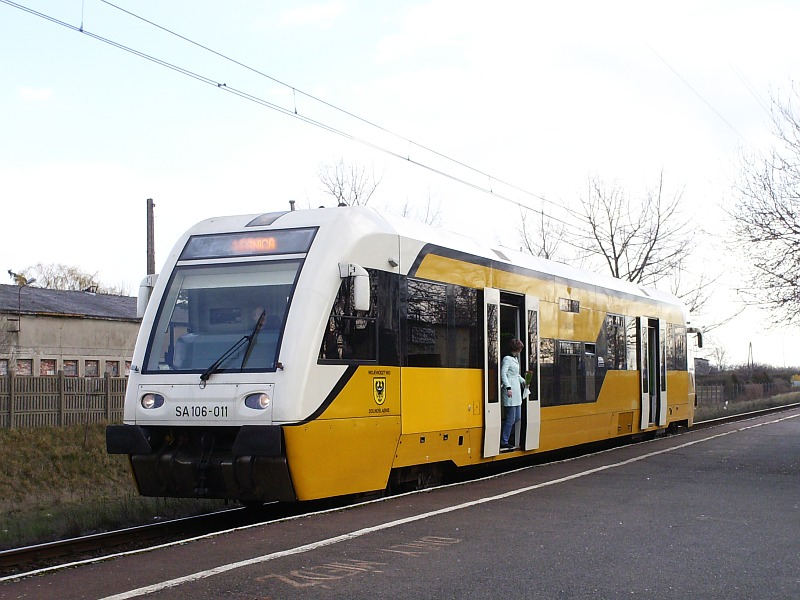
214M (SA106-011)

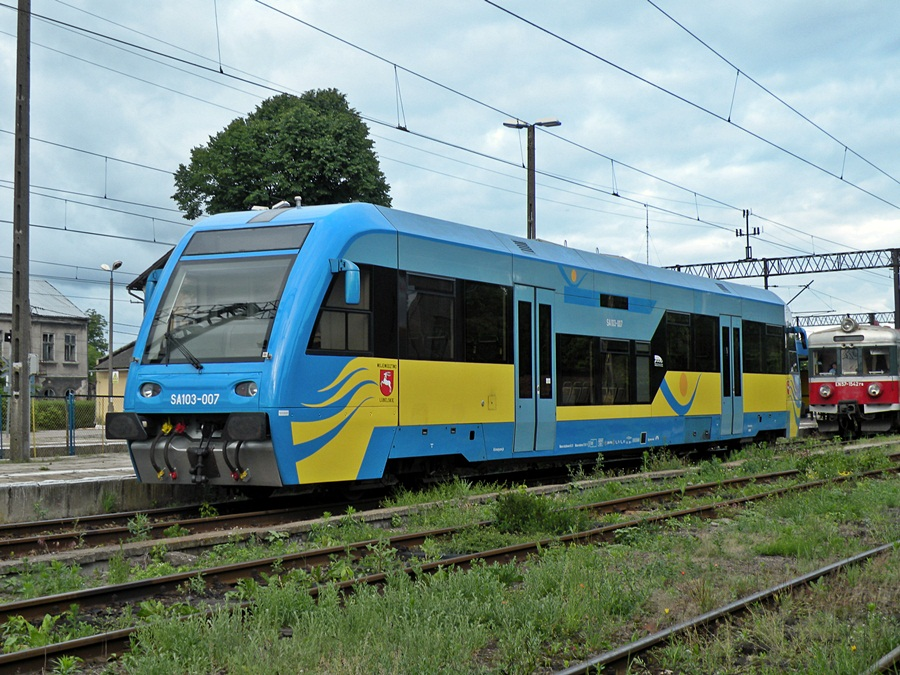
214Ma (SA103-007)

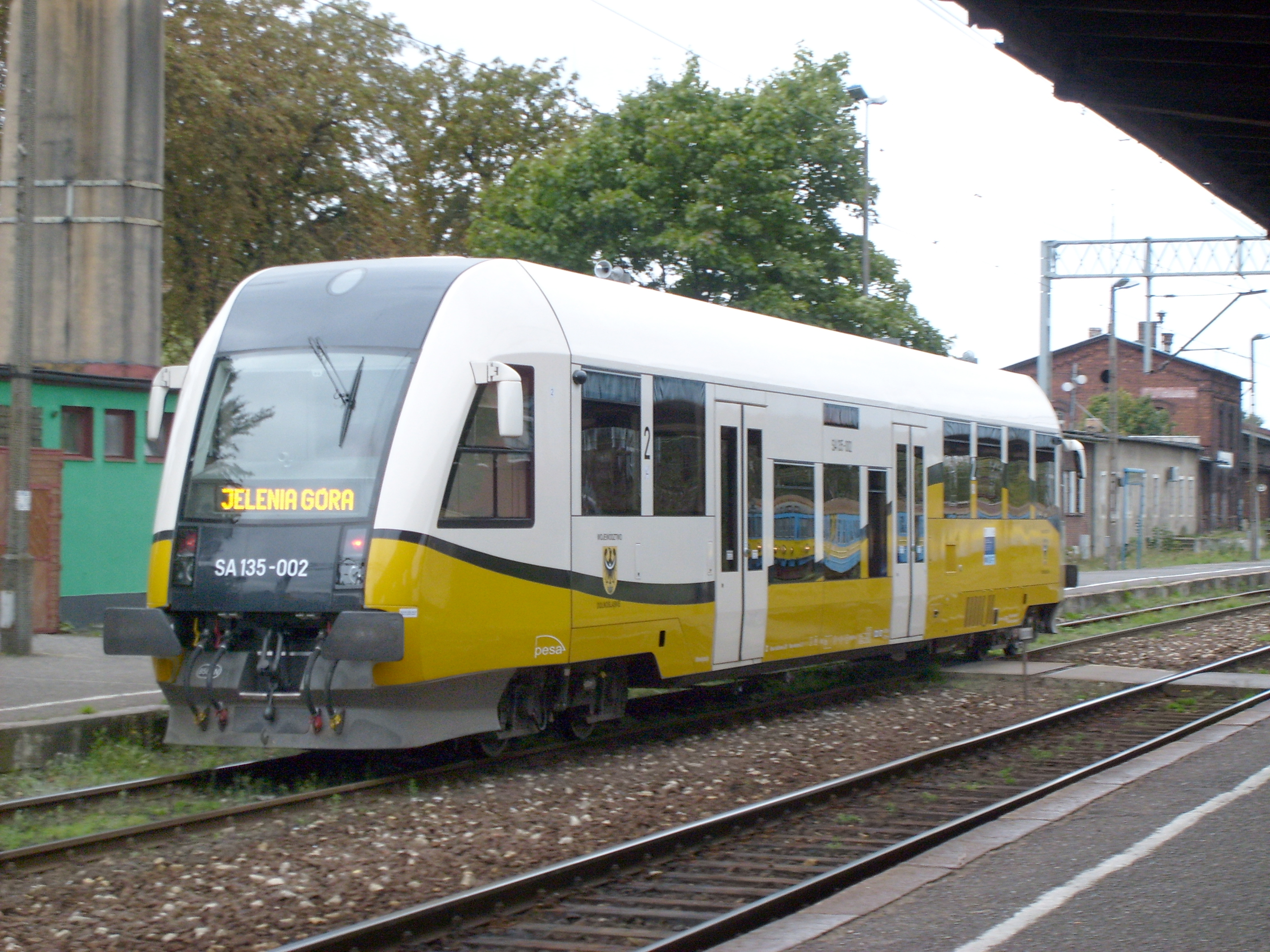
214Mb (SA135-002)

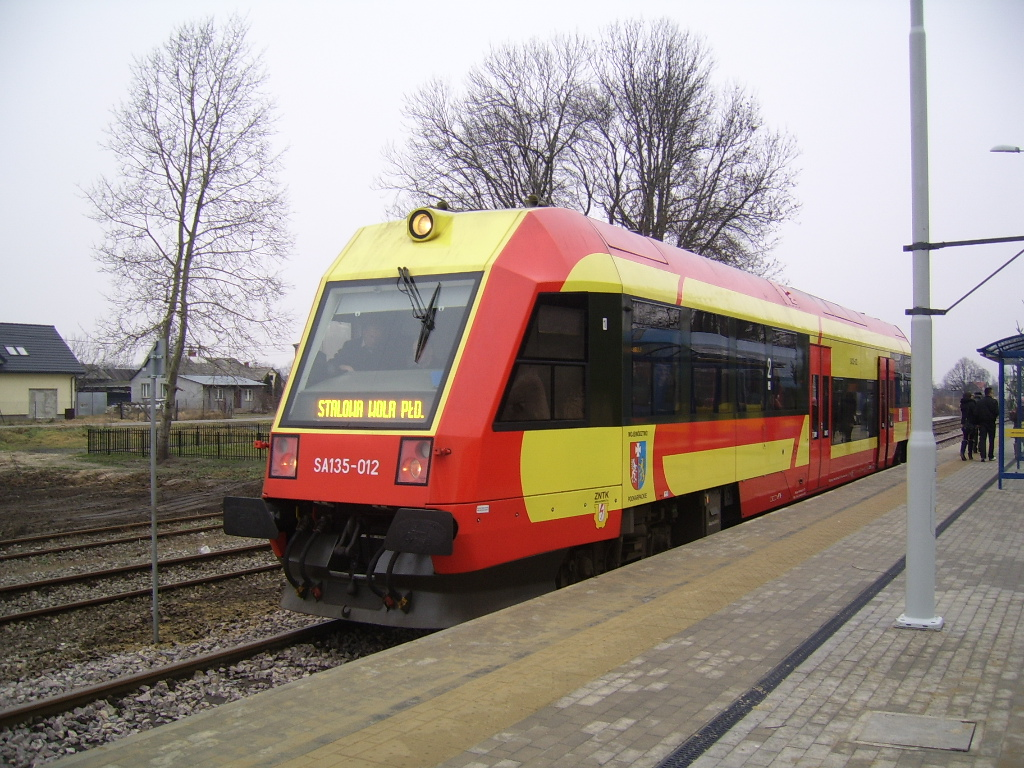
214Mb Mińsk (SA135-012)

### Przestrzeń pasażerska
Pociąg przystosowany jest do obsługi osób niepełnosprawnych, posiada około 50% niskiej podłogi, rampę wjazdową i odpowiednio przystosowaną toaletę w układzie zamkniętym. Podłoga w części niskopodłogowej znajduje się na wysokości 600 mm nad poziomem główki szyny, a w części wysokopodłogowej na wysokości 1290 mm. Pojazdy posiadają 2 lub 1 parę 2-skrzydłowych drzwi o prześwicie 1300 mm. Do ogrzewania pojazdów wykorzystywane jest ciepło pochodzące z systemu chłodzenia silników, agregat grzejny Webasto Thermo 350 i dodatkowo elektryczne nawiewy zamontowane w przedsionkach drzwiowych. Szczegółowa aranżacja wnętrza, liczba miejsc siedzących (standardowo około 60), monitoring i klimatyzacja są dostosowywane do wymogów zamawiającego. Rodzaj użytych materiałów różni się także między wersjami sygnowanymi przez Pesę a podpisywanymi przez ZNTK „Mińsk Mazowiecki” (patrz zdjęcia poniżej). Zainstalowano także monitoring wnętrza pojazdu. Część pojazdów fabrycznie wyposażona jest w sieć Wi-Fi

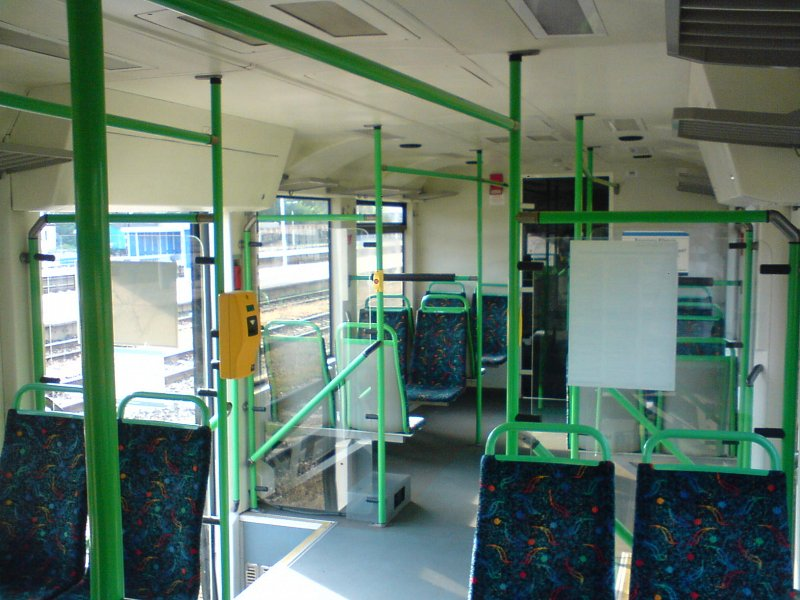
214M (SA106-003)

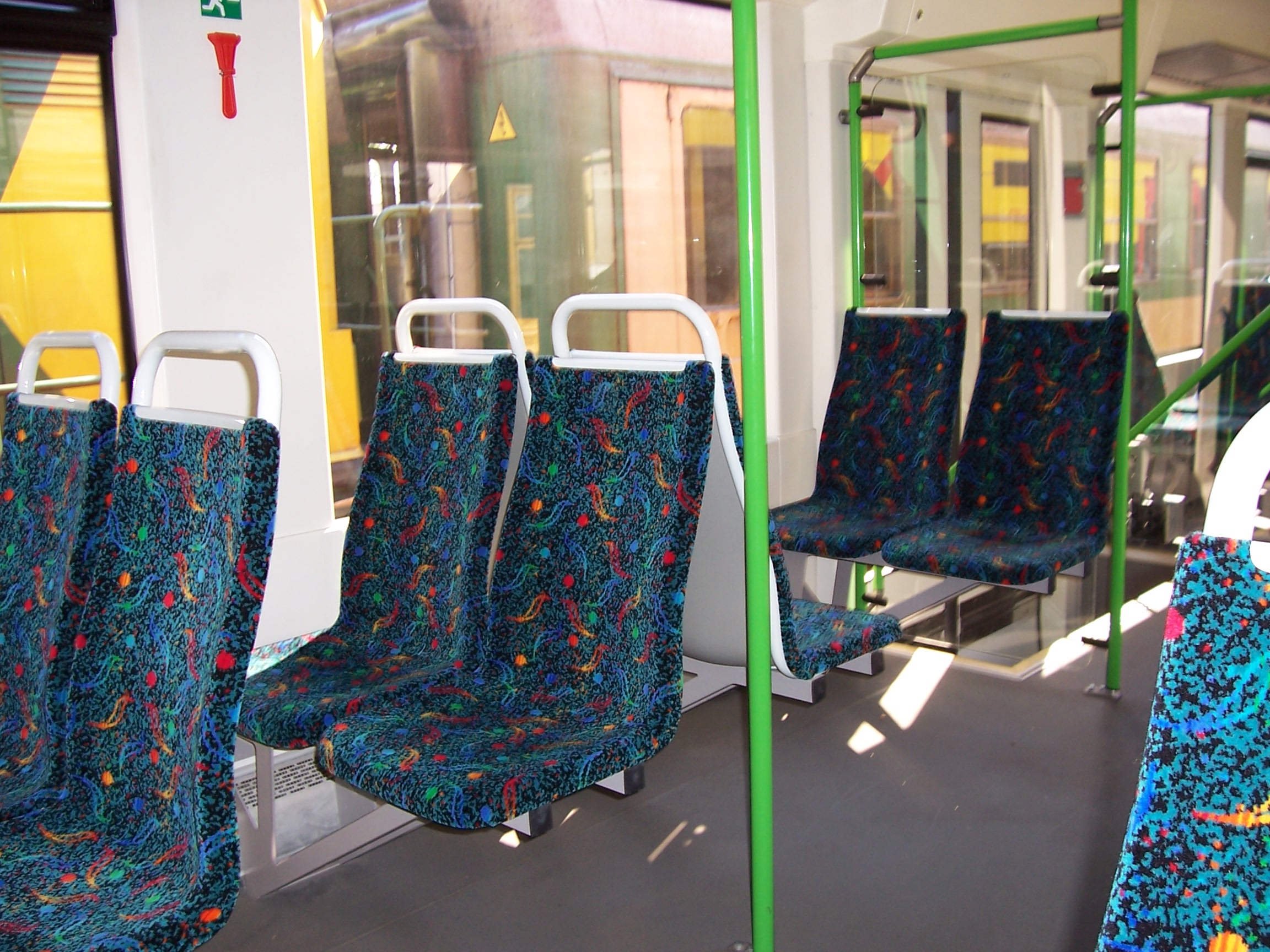
214Ma (SA103-005)

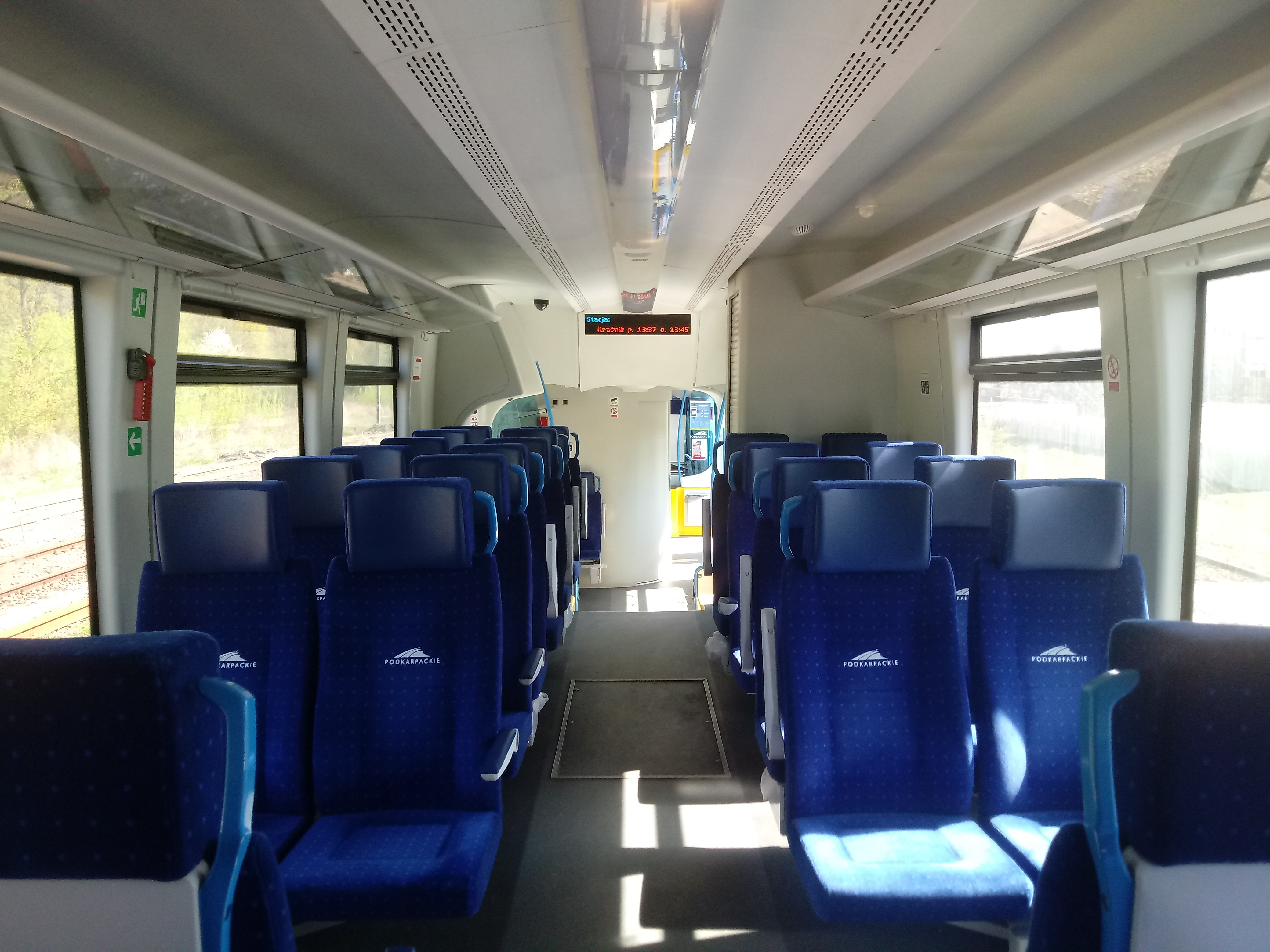
214Mb (SA135-023)

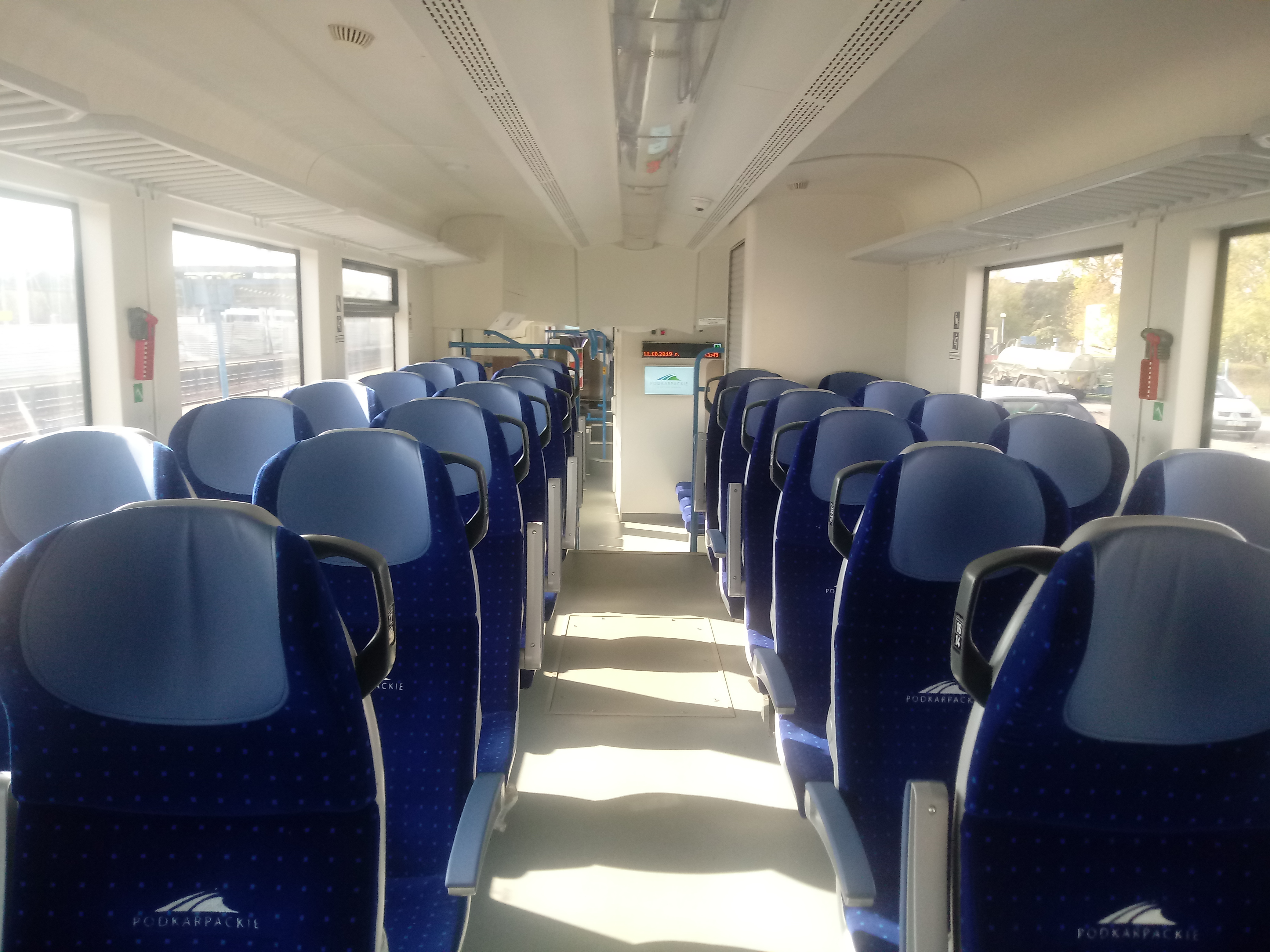
214Mb Mińsk (SA135-012)

### Bezpieczeństwo
214Mx posiadają standardowe urządzenia automatyki bezpieczeństwa pociągu: czuwak aktywny, samoczynne hamowanie pociągu, Radio-Stop, a także są wyposażone w sygnalizację pożarową.

### Modernizacje

#### Dolnośląskie
Na przełomie roku 2016 i 2017 dolnośląski SA106-011 przeszedł naprawę rewizyjną, połączoną m.in. ze zmianą malatury i wymianą foteli pasażerskich.
Na początku 2018 zmodernizowany została SA135-003, który podczas modernizacji otrzymał m.in. zewnętrzne odblaski, ładowarki USB i nowe fotele.

#### Kujawsko-Pomorskie
W 2011 planowano modernizację SA106-001 połączoną z rozbudową do pojazdu dwuczłonowego. Stosowna umowa o dzieło została zawarta między województwem kujawsko-pomorskim a Pesą (wybraną „z wolnej ręki”), jednak KIO unieważniła ją po wniesieniu odwołania przez Newag.

#### Lubelskie
W październiku 2015 roku samorząd podpisał z Pesą umowę na modernizację SA103-005, 007 i 012. W ramach tej modernizacji ma nastąpić: wymiana foteli pasażerskich, modernizacja monitoringu pojazdu, przebudowa systemu klimatyzacji, wymiana półek bagażowych, montaż osuszaczy powietrza, wymiana połączeń pneumatycznych na połączenia gwintowostożkowe.

#### Opolskie
W 2014 roku SA103-003 i 004 zostały skierowane do Pesy na przeglądy połączone z m.in. z wymianą foteli.

#### Podkarpackie
24 czerwca 2014 roku województwo podkarpackie podpisało z Pesą umowę na modernizację (połączoną z naprawą rewizyjną) SA103-001 i 002. W ramach modernizacji pojazdy mają zostać doposażone w monitoring, dynamiczną informację pasażerską, system zliczania pasażerów oraz automaty biletowe. Dodatkowo zmodyfikowana ma zostać kabina maszynisty oraz zmieniona malatura.
10 czerwca 2015 województwo ogłosiło przetarg na modernizację SA135-010 ÷ 014, w ramach której pojazdy miały zostać doposażone w monitoring, dynamiczną informację pasażerską, system zliczania pasażerów, automaty biletowe oraz Wi-Fi. Dodatkowo wymienione miały zostać wszystkie fotele oraz zmianie miała ulec malatura. W przetargu wybrano ofertę Pesy, jednakże do podpisania umowy nie doszło.
Na początku listopada 2015 województwo ogłosiło przetarg na doposażenie SA135-012 ÷ 014 w automaty biletowe.
W październiku 2017 województwo ogłosiło kolejny przetarg na modernizację SA135-010 ÷ 014 z zakresem podobnym jak w 2015 roku. Jedyną ofertę złożyła Pesa i to z nią w marcu 2018 podpisano umowę na ich modernizację.

#### Zachodniopomorskie
Pod koniec 2011 roku SA103-008 przeszedł modernizację w zakładach Pesa. W przedziale pasażerskim wymieniono fotele oraz zamontowano klimatyzację, monitoring i system informacji pasażerskiej. Pojazd wyposażono w moduł transmisji danych GPRS, systemy lokalizacji i monitorowania stanu technicznego, w tym kontroli gospodarki paliwowej. Ponadto został on przemalowany w nowe barwy województwa. Do końca 2012 roku taką samą modernizację przeszły pozostałe dwa pojazdy tego typu należące do województwa zachodniopomorskiego. Na początku 2013 roku podjęto decyzję o doposażeniu tychże wagonów w Wi-Fi. Przetarg na wykonanie zadania wygrała Pesa.

## Eksploatacja
| Właściciel          | Przewoźnik          | Typ            | Seria          | Numery                                          | Lata dostaw    | Liczba |                                   |
| ------------------- | ------------------- | -------------- | -------------- | ----------------------------------------------- | -------------- | ------ | --------------------------------- |
| Dolnośląskie        | Koleje Dolnośląskie | 214M           | SA106          | 011                                             | 2005           | 10     | [ 1 ]                             |
| Dolnośląskie        | Koleje Dolnośląskie | 214Mb          | SA135          | 001 ÷ 009                                       | 2010–2011      | 10     | [ 1 ]                             |
| Kujawsko-pomorskie  | Arriva RP           | 214M           | SA106          | 001 ÷ 002, 004 ÷ 006, 010, 012 ÷ 014, 016 ÷ 019 | 2002–2007      | 13     | [ 1 ]                             |
| Lubelskie           | Polregio            | 214Ma          | SA103          | 005, 007, 012                                   | 2005–2006      | 3      | [ 1 ]                             |
| Mazowieckie         | Koleje Mazowieckie  | 214Mb          | SA135          | 015 ÷ 018, 021 ÷ 022, 024                       | 2010–2015      | 7      | [ 1 ] [ 40 ] [ 41 ] [ 42 ] [ 43 ] |
| Opolskie            | Polregio            | 214Ma          | SA103          | 003 ÷ 004, 013                                  | 2005–2007      | 3      | [ 1 ]                             |
| Podkarpackie        | Polregio            | 214Ma          | SA103          | 001 ÷ 002                                       | 2004           | 8      | [ 1 ] [ 24 ]                      |
| Podkarpackie        | Polregio            | 214Mb          | SA135          | 010 ÷ 014, 023                                  | 2010–2016      | 8      | [ 1 ] [ 24 ]                      |
| Pomorskie           | Polregio            | 214Ma          | SA103          | 006, 011                                        | 2005           | 2      | [ 1 ]                             |
| Warmińsko-mazurskie | Polregio            | 214M           | SA106          | 003, 008 ÷ 009                                  | 2005–2007      | 3 (5)  | [ 1 ]                             |
| Zachodniopomorskie  | Polregio            | 214Ma          | SA103          | 008 ÷ 010                                       | 2005           | 3      | [ 1 ]                             |
| Polregio            | Polregio            | 214M           | SA106          | 007, 015                                        | 2021           | 2      | [ 44 ]                            |
| Polregio            | Polregio            | 214Mb          | SA135          | 019 ÷ 020                                       | 2013           | 2      | [ 1 ] [ 45 ]                      |
| Łączna liczba:      | Łączna liczba:      | Łączna liczba: | Łączna liczba: | Łączna liczba:                                  | Łączna liczba: | 56     |                                   |

### Dolnośląskie

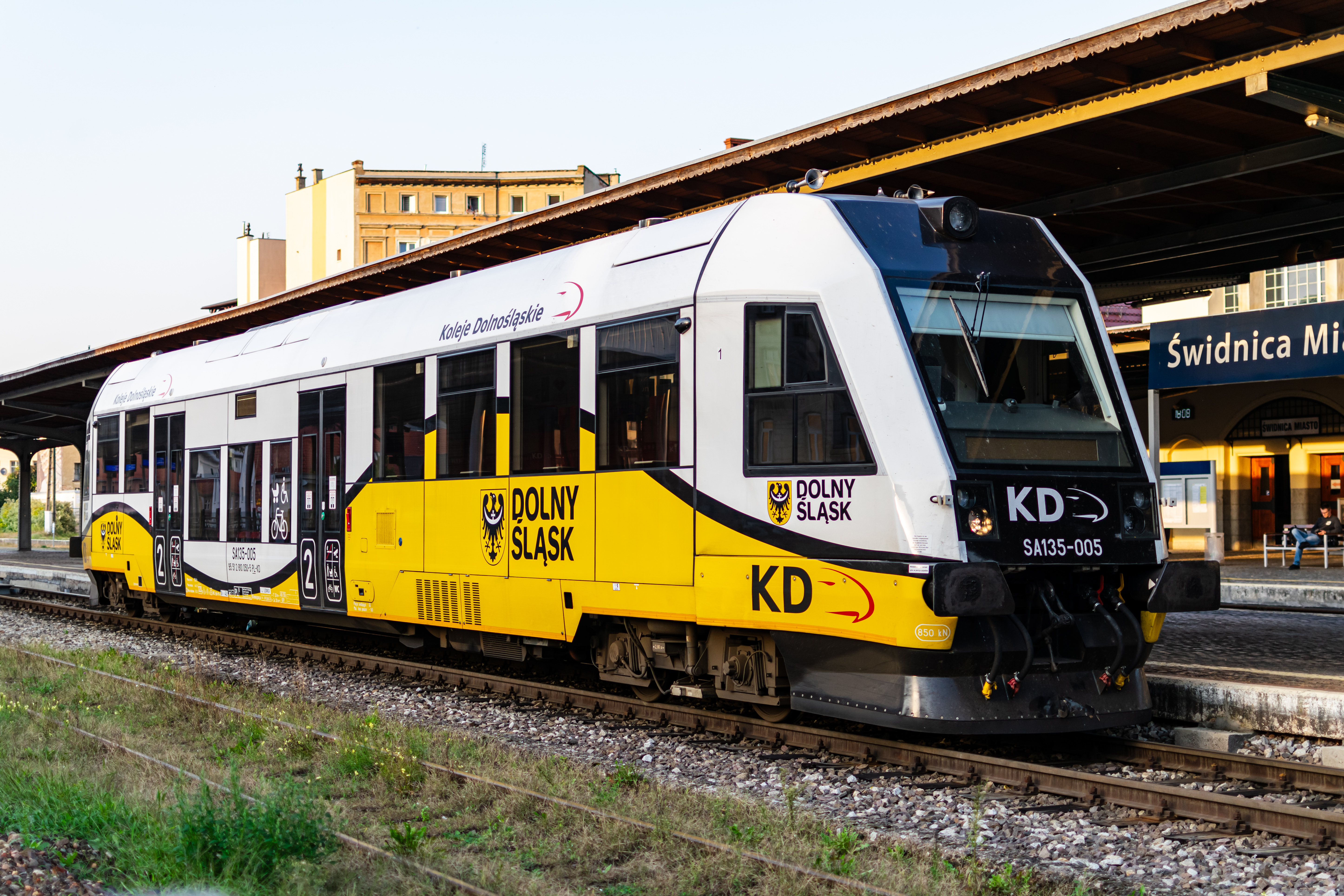
Dolnośląski SA135-005

W 2005 roku przekazano pierwszy jednoczłonowy pojazd typu 214M (seria SA106).
16 lipca 2007 Dolnośląski Urząd Marszałkowski złożył Pesie kolejne zamówienie, które objęło 3 jednoczłonowe i 5 dwuczłonowych (Pesa 218M) pojazdów spalinowych. Wszystkie trzy pojazdy jednoczłonowe dostarczono w pierwszym półroczu 2008 roku.
14 grudnia 2008 roku wszystkie będące dotychczas udostępnione spółce Przewozy Regionalne pojazdy: dwa Kolzam 212M, cztery Pesa 214M oraz sześć Pesa 218M zostały przekazane debiutującym Kolejom Dolnośląskim.
27 maja 2010 udzielono zamówienia ZNTK „Mińsk Mazowiecki” na dostawę kolejnych 6 pojazdów jednoczłonowych oraz 3 dwuczłonowych (Pesa 218M). Nowe pojazdy zamówiono, aby uzupełnić tabor Kolei Dolnośląskich. W połowie listopada 2010 ZNTK „Mińsk Mazowiecki” przekazały 3 pojazdy typu 214Mb (seria SA135).
W styczniu 2015 podczas finału Wielkiej Orkiestry Świątecznej Pomocy zlicytowano imię dla SA135-001 (wygrała firma AK Media), a w styczniu 2016 dla SA135-002 (aukcje wygrało przedsiębiorstwo Trako). Na początku 2017 roku ponownie zlicytowano nazwę dla SA135-002, którą tym razem wygrał serwis cinkciarz.pl.

### Kujawsko-pomorskie
W województwie kujawsko-pomorskim stacjonuje najwięcej pes 214M. Wszystkie są własnością samorządu wojewódzkiego. Początkowo były obsługiwane przez PKP Przewozy Regionalne, a od 9 grudnia 2007 są eksploatowane przez PCC Arrivę.
18 października 2002 podpisano umowę na dostawę 8 wagonów 214M dla województwa kujawsko-pomorskiego. W 2002 i 2003 roku dostarczono po jednym egzemplarzu, a w 2004 i 2005 po 3 egzemplarze.
5 grudnia 2008 podpisano umowę na dostawę kolejnych 5 pojazdów. Dostawy niewielkich i oszczędnych pojazdów spowodowały zainteresowanie samorządowych władz województwa reaktywacją połączeń na liniach lokalnych między innymi z Bydgoszczy do Unisławia Pomorskiego. Duże potoki podróżnych na niektórych liniach spowodowały konieczność jazdy podwójnej lub z wagonem doczepnym. Pierwsza opcja powodowała konieczność angażowania dwóch pojazdów natomiast druga utrudniała manewry z powodu braku kabiny na drugim końcu składu. Aby poprawić tę sytuację samorząd województwa zamówił wagony doczepne z kabiną sterowniczą w pełni kompatybilne z SA106 – SA123.
W maju 2012 Pesa wygrała przetarg na modernizację dwóch najstarszych pojazdów.

### Lubelskie
10 sierpnia 2005 roku uroczyście przekazano województwu lubelskiemu dwa 214Ma. Pojazdy oznaczone jako SA103–005 i -007 przeznaczono do obsługi trasy Lublin – Rzeczyca – Stalowa Wola Rozwadów. Była to nowa, wydłużona o odcinek Rzeczyca – Rozwadów, relacja, której powstanie umożliwiły nowe pesy.
Trzeci pojazd tego typu (SA103-012) Pesa wyprodukowała dla lubelskiego w 2006.

### Mazowieckie

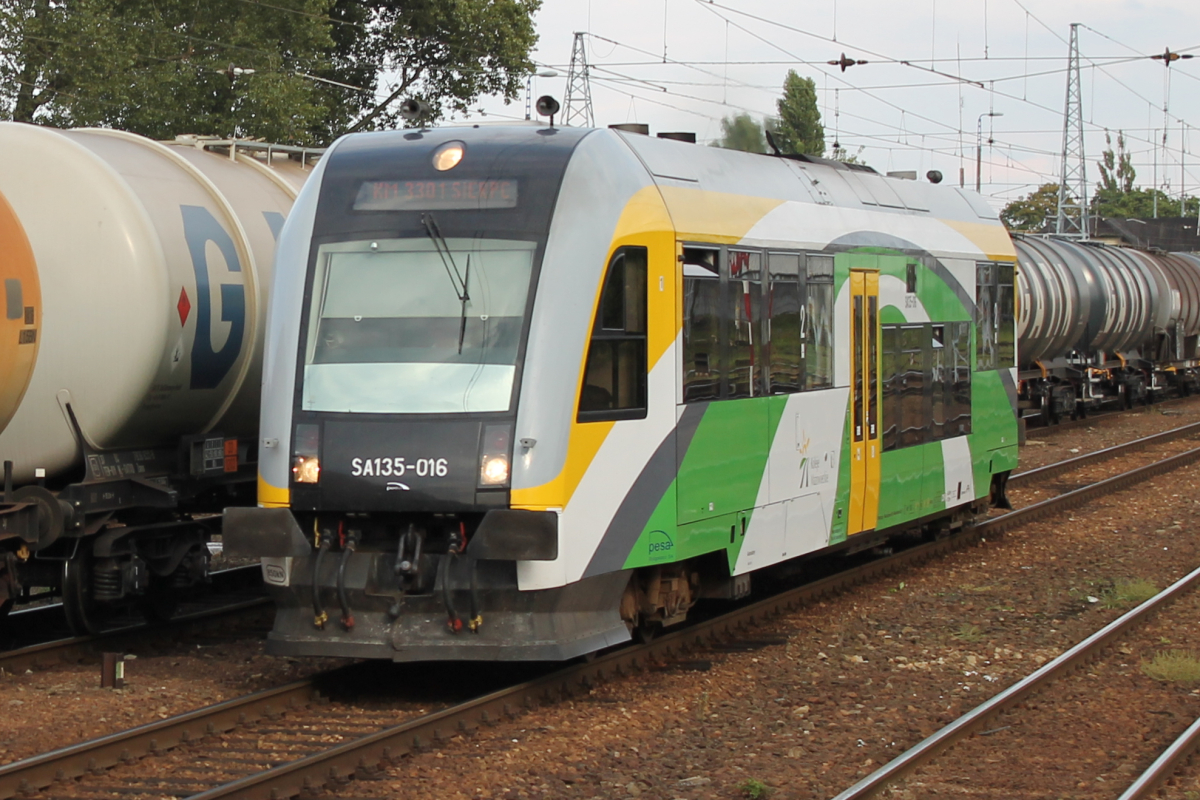
Mazowiecki SA135-016

8 listopada 2011 podpisano umowę na dostawę dwóch wagonów 214Mb dla województwa mazowieckiego. Uroczystość przekazania obu pojazdów Kolejom Mazowieckim odbyła się 30 grudnia 2011 w Płocku. Nowe wagony zostały przeznaczone do obsługi połączeń Nasielsk – Sierpc oraz Kutno – Sierpc.
Umowę na dostawę dwóch kolejnych pojazdów tego samego typu podpisano 10 lipca 2012. Nowe wagony miały dotrzeć do zamawiającego do 30 listopada i zostać przeznaczone do obsługi połączeń Warszawa – Ostrołęka, Nasielsk – Sierpc, Sierpc – Płock i Sierpc – Kutno. Uroczysty odbiór pojazdów nastąpił 18 grudnia 2012 w Płocku.
13 czerwca 2014 podpisano umowę na dostawę 2 kolejnych wagonów spalinowych. 27 listopada 2014 przewoźnik otrzymał drugi z zamówionych egzemplarzy.
16 czerwca 2015 Koleje Mazowieckie zamówiło jeszcze jeden 214Mb, który został dostarczony 20 grudnia 2015.

### Opolskie

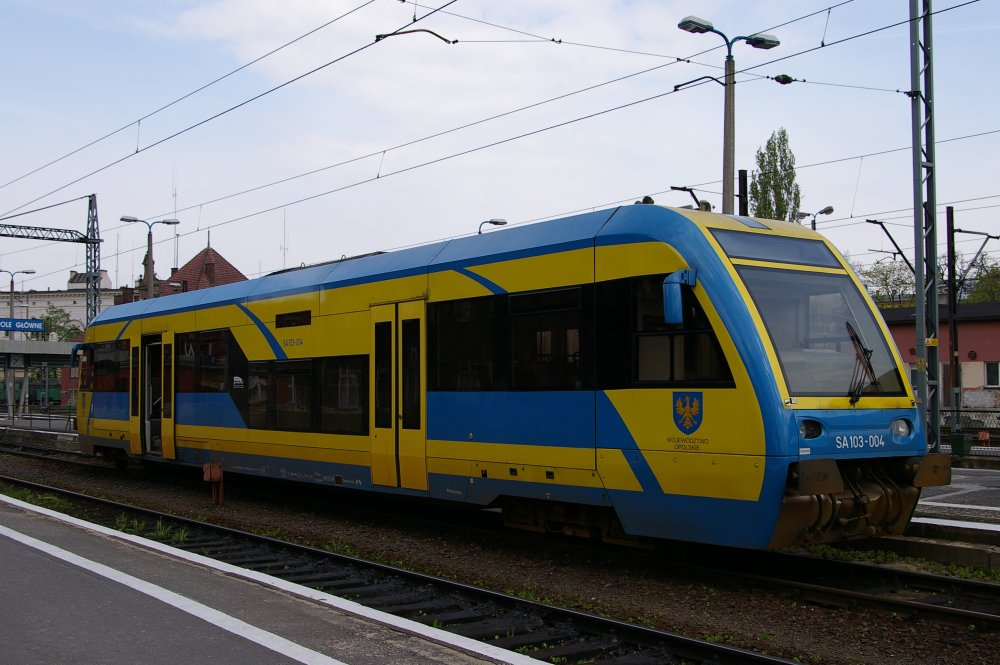
Opolski SA103-004

6 czerwca 2005 nastąpiło przekazanie dwóch pojazdów typu 214Ma na rzecz województwa opolskiego.
Odbiory pojazdów ukończono 21 czerwca 2005, a 1 lipca 2005 oba pojazdy (SA103 nr 003 i 004) rozpoczęły kursowanie. Trzeci pojazd (SA103-013) został dostarczony w 2007 roku.
W grudniu 2008 pojazdy skierowano do obsługi reaktywowanej linii Nysa – Brzeg. Pojazdy kierowane są również do obsługi tras: Kędzierzyn-Koźle – Nysa – Kamieniec Ząbkowicki oraz Opole Główne – Kluczbork.
23 września 2013 roku opolski SA103-003 na przejeździe kolejowo-drogowym w Chrościnie w powiecie nyskim zderzył się z samochodem ciężarowym, w wyniku czego pojazd doznał znacznych uszkodzeń.

### Podkarpackie
6 czerwca 2005 przedstawiciele Pesy przekazali władzom województwa podkarpackiego dwa pojazdy typu 214Ma. Nowe wagony spalinowe, oznaczone SA103-001 i SA103-002, przeznaczono przede wszystkim do obsługi połączeń Jasło – Rzeszów i Zagórz – Jasło, ale także do zastępowania podkarpackich regiovanów (SA109) w przerwach ich eksploatacji na trasach Jarosław – Munina – Horyniec-Zdrój – Hrebenne i Dębica – Tarnobrzeg. Od 2006 roku zaczęły planowo obsługiwać wszystkie cztery trasy na zmianę z SA109.
16 września 2010 w Urzędzie Marszałkowskim Województwa Podkarpackiego w Rzeszowie przedstawiciele województwa i ZNTK „Mińsk Mazowiecki” podpisali umowę na dostarczenie pięciu spalinowych wagonów silnikowych. Pierwsze dwa pojazdy typu 214Mb Mińsk-1 zostały odebrane przez zamawiającego 30 grudnia, a 4 stycznia 2011 rozpoczęły obsługę tras Rzeszów – Jarosław – Horyniec-Zdrój oraz Rzeszów – Jasło – Zagórz. Trzeci SA135 dostarczono 2 lutego 2011, a piąty w czerwcu.
Latem 2011 roku podkarpackie SA135 wraz z lubelskimi 2-członowymi SA134 obsługiwały relację Rzeszów – Lublin.
8 czerwca 2015 województwo podkarpackie zamówiło kolejny pojazd 1-członowy. Został on dostarczony z ponad miesięcznym opóźnieniem 6 stycznia 2016 roku.
1 sierpnia 2015 Podkarpacki Oddział PR uruchomił weekendowy połączenie Jasło – Komańcza, do którego obsługi skierowano jeden z pojazdów SA103. Połączenie funkcjonowało do 27 września. 13 grudnia weekendowe połączenie do Komańczy zostało przywrócone w wydłużonej relacji Rzeszów – Komańcza.
W lutym 2017 podkarpackie SA135 otrzymały stałe dopuszczenie do kursowania po słowackiej sieci kolejowej.

### Pomorskie

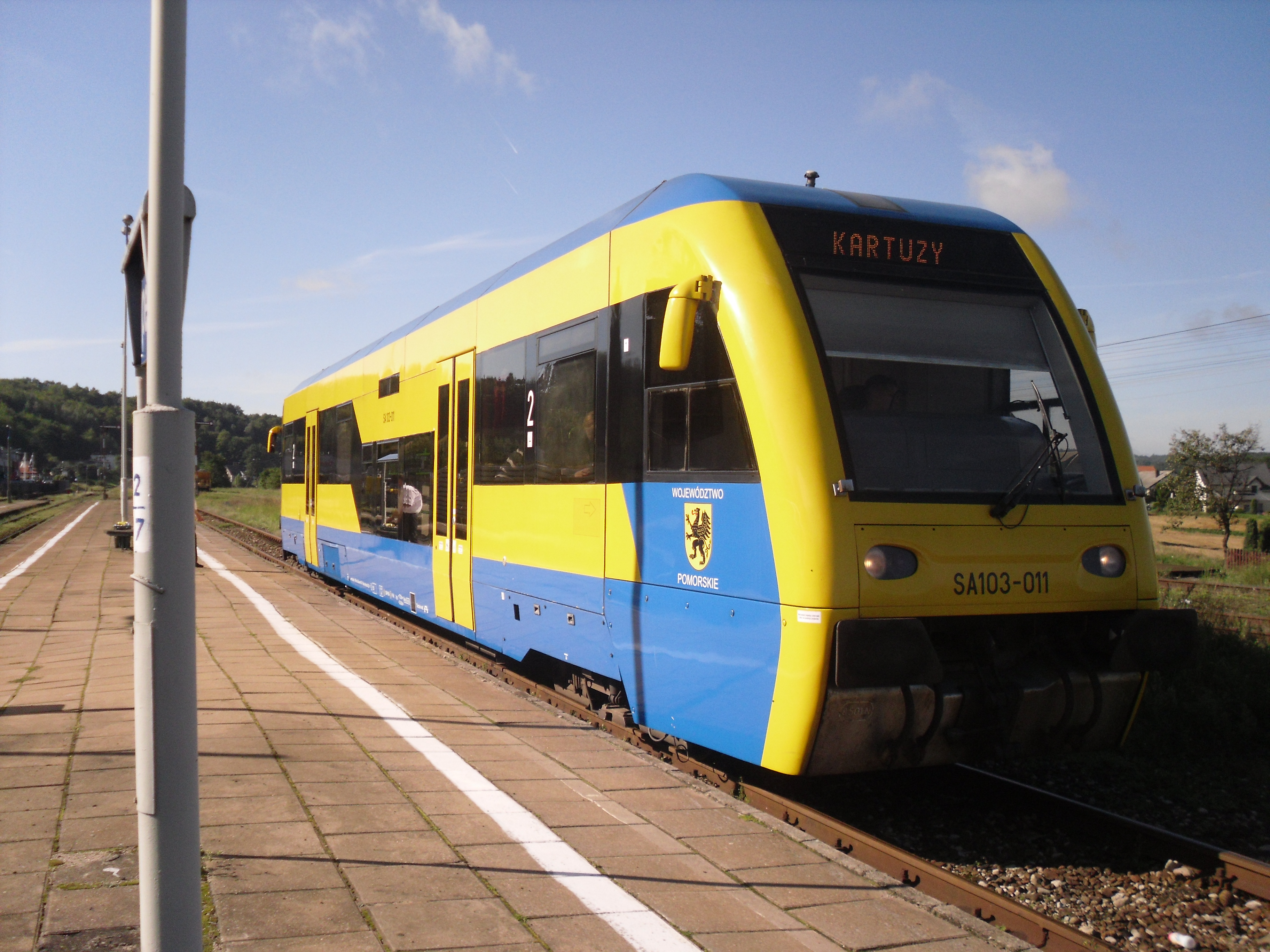
Pomorski SA103-011

7 grudnia 2004 Pesa podpisała z województwem pomorskim umowę na dostawę 2 sztuk SA103 oraz jednego dwuczłonowego SA131. Pierwszy z nich (SA103-006) wprowadzono do eksploatacji w sierpniu, a drugi (SA103-011) 2 listopada 2005. Pojazdy, kursujące jako para, skierowano do obsługi połączenia Gdynia – Kościerzyna, pojazdy te obsługiwały początkowo najmniej obciążone kursy zastępując dwuwagonowe składy prowadzone lokomotywą SU46. Do 1 czerwca 2006 obsługiwały też niektóre kursy na linii Lębork – Łeba. Potem Pomorski Zakład Przewozów Regionalnych całkowicie zawiesił przewozy osobowe na tej linii. Zachodniopomorskie SA103 obsługiwały odcinek Szczecinek – Słupsk. Spadek liczby podróżnych pomiędzy Kościerzyną a Gdynią spowodował, że od 2007 SA103 zaczęły obsługiwać również bardziej obłożone połączenia w tandemie z SA131 lub SA132. Natomiast w pociągach poza szczytowych również pojedynczo. W lipcu 2015 wagon SA103-011 skierowano do testów na linii Pomorskiej Kolei Metropolitalnej.

### Warmińsko-mazurskie

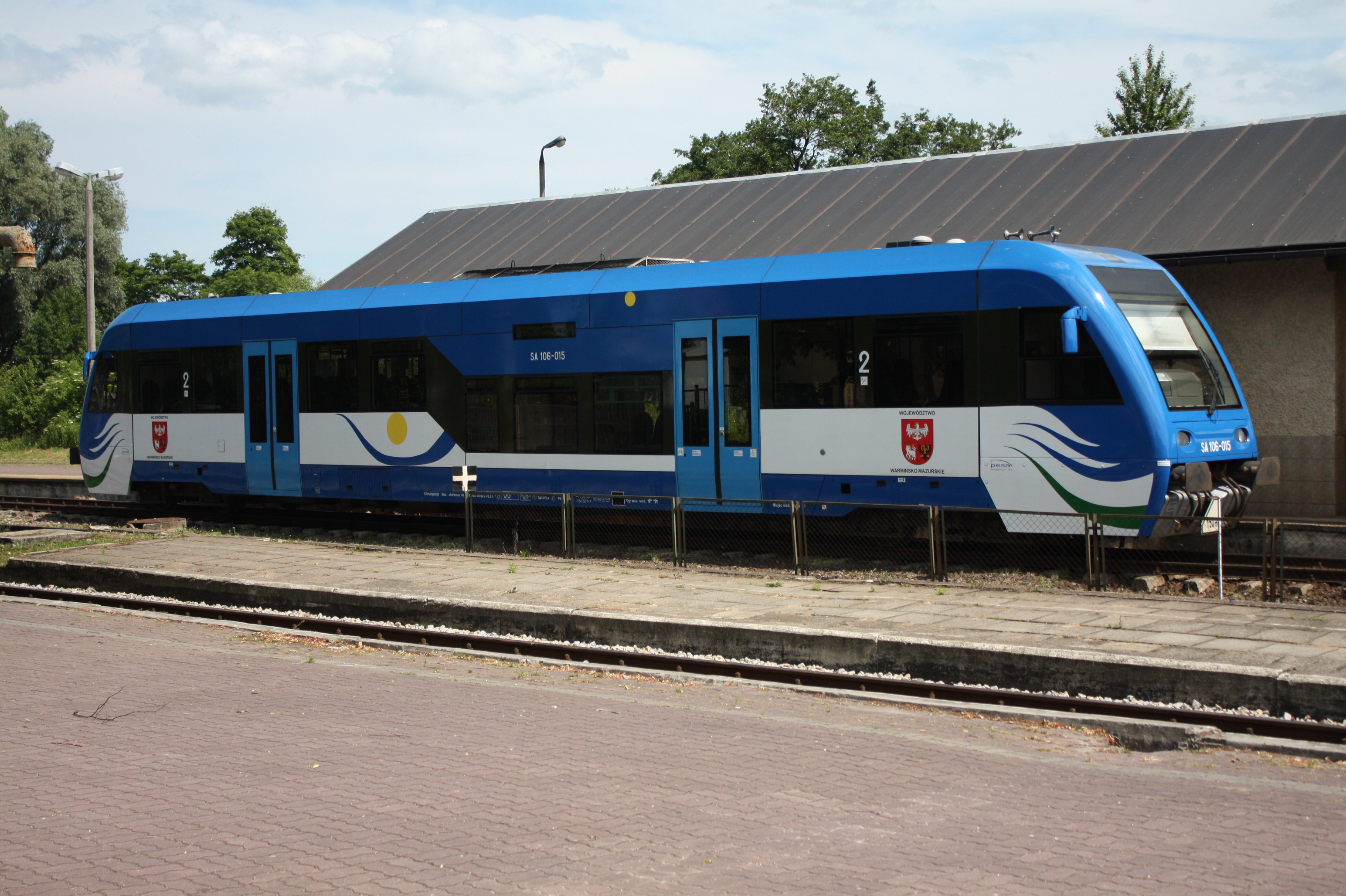
Warmińsko-mazurski SA106-015

Cztery pojazdy serii SA106 producent przekazał województwu w 2005. SA106-003 do 2011 przejechał milion kilometrów. SA106 kursują na niezelektryfikowanych lub częściowo zelektryfikowanych liniach lokalnych węzła olsztyńskiego oraz na trasie Braniewo – Elbląg. Ze względu na zbyt małą pojemność składu w obsłudze niektórych relacji kursują z wagonem doczepnym 120A wyposażonym we własne ogrzewanie.
W 2007 roku przekazano 1 pojazd typu 214M (SA106-015).
21 stycznia 2016 uruchomiono połączenie Olsztyn Główny – Szymany Lotnisko do którego obsługi skierowany pojazdy SA106 oraz SA133 będące własnością województwa.
W maju 2021 województwo sprzedało dwa pojazdy (SA106-007 i 015) spółce Polregio.

### Zachodniopomorskie

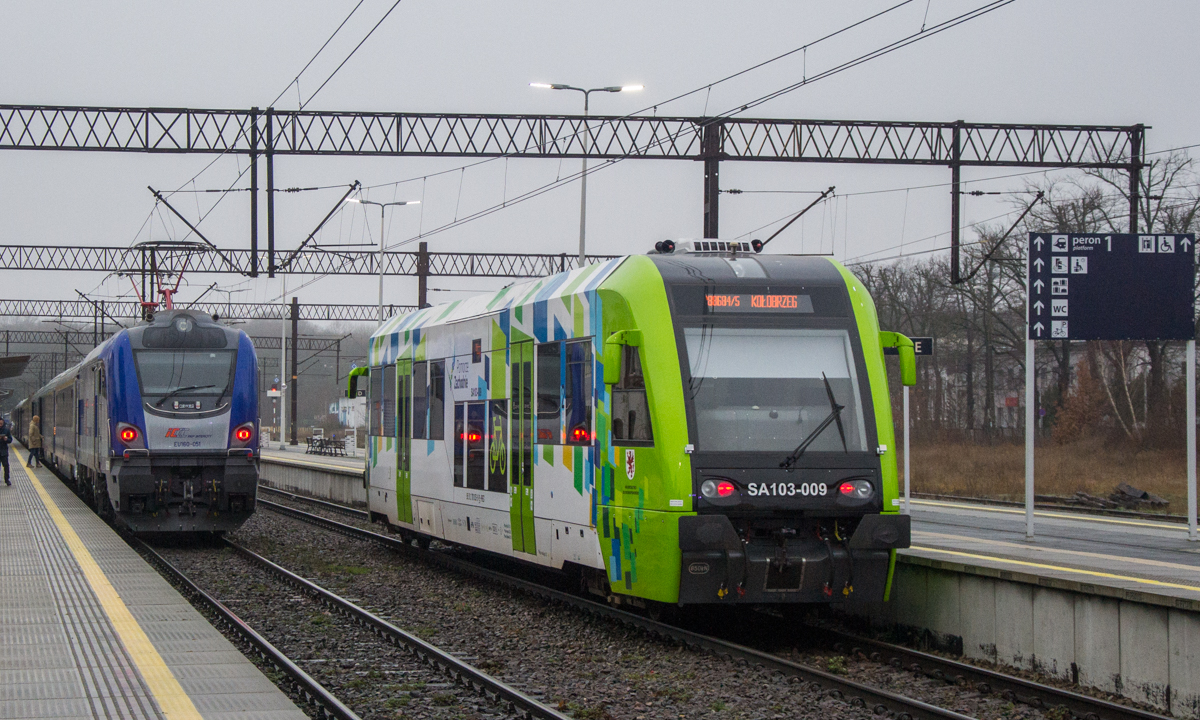
SA103-009 w barwach zachodniopomorskiego

We wrześniu 2005 w Kołobrzegu nastąpiło przekazanie trzech 214Ma dla województwa zachodniopomorskiego (ostatni z nich przekazano dokładnie 25 września). Pojazdy oznaczone jako SA103-008, 009 i 010 przeznaczono m.in. do obsługi połączeń Kołobrzeg – Goleniów – Szczecin i Darłowo – Sławno. Zachodniopomorskie SA103 obsługiwały także międzywojewódzki odcinek Szczecinek – Słupsk.

### Polregio

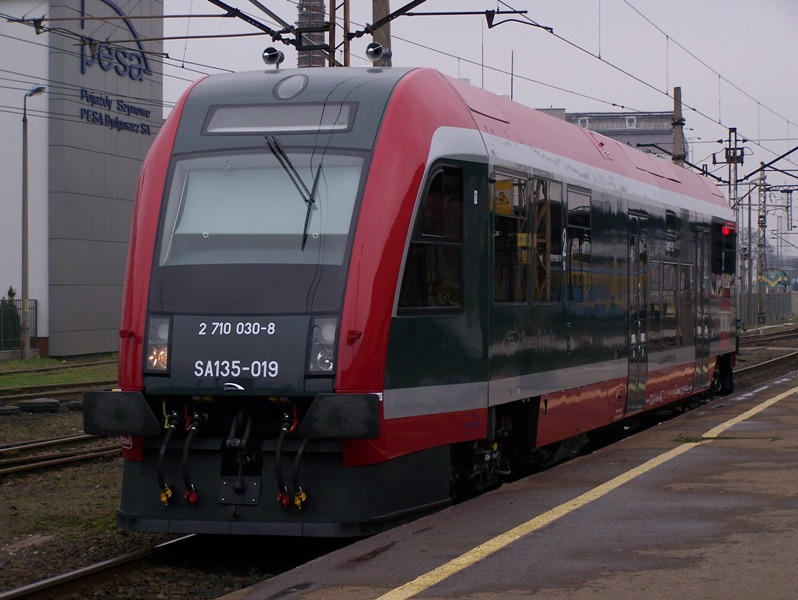
SA135-019 Przewozów Regionalnych

1 lipca 2013 podpisano umowę z Przewozami Regionalnymi na leasing 2 wagonów spalinowych. Pojazdy zakupiono do obsługi m.in. trasy Koluszki – Opoczno obsługiwanej wcześniej przez SN81-006, który po wypadku z 2 września 2013 został przeznaczony do kasacji.
Pierwszy z pojazdów (SA135-019) został dostarczony do bazy PR Łódź w Idzikowicach 5 grudnia, a 11 grudnia został zaprezentowany na stacji Łódź Kaliska, a 12 grudnia rozpoczął przewozy na trasie Koluszki – Opoczno. Drugi pojazd (SA135-020) dostarczono 23 grudnia i 3 stycznia został wprowadzony do ruchu.
W wakacyjne niedziele w 2015 roku oraz 13 września podczas dożynek prezydenckich jeden z pojazdów obsługiwał połączenia Łódź – Spała.
W maju 2021 przewoźnik kupił SA106-007 i 015 od województwa warmińsko-mazurskiego, które niedługo później trafiły do Podlaskiego zakładu w celu obsługi połączeń z Białegostoku do Walił, Suwałk, Czeremchy i Hajnówki.

## Nagrody i wyróżnienia
- 2001 – nagroda im. inż. Ernesta Malinowskiego na targach Trako w Gdańsku-Oliwie[107].
- 2002 – Grand Prix Targów Pomorskich na Międzynarodowych Targach Kolejnictwa Interrail 2002[108].